# Tobias Sjö
Måns Oskar Tobias Sjö, född 2 januari 1972, är en moderat politiker. Han var ordförande i Fria Moderata Studentförbundet 2000-2002. Han var ordförande för Studentföreningen Ateneum år 1998 och vice ordförande för Juridiska föreningen i Lund verksamhetsåret 1996/97.
Han kandiderade till Sveriges riksdag i valet 2002 och valet 2006 och valdes till ersättare för Kronobergs län. Sjö arbetar som landstingsrådssekreterare vid Stockholms läns landsting.